# Superwurm

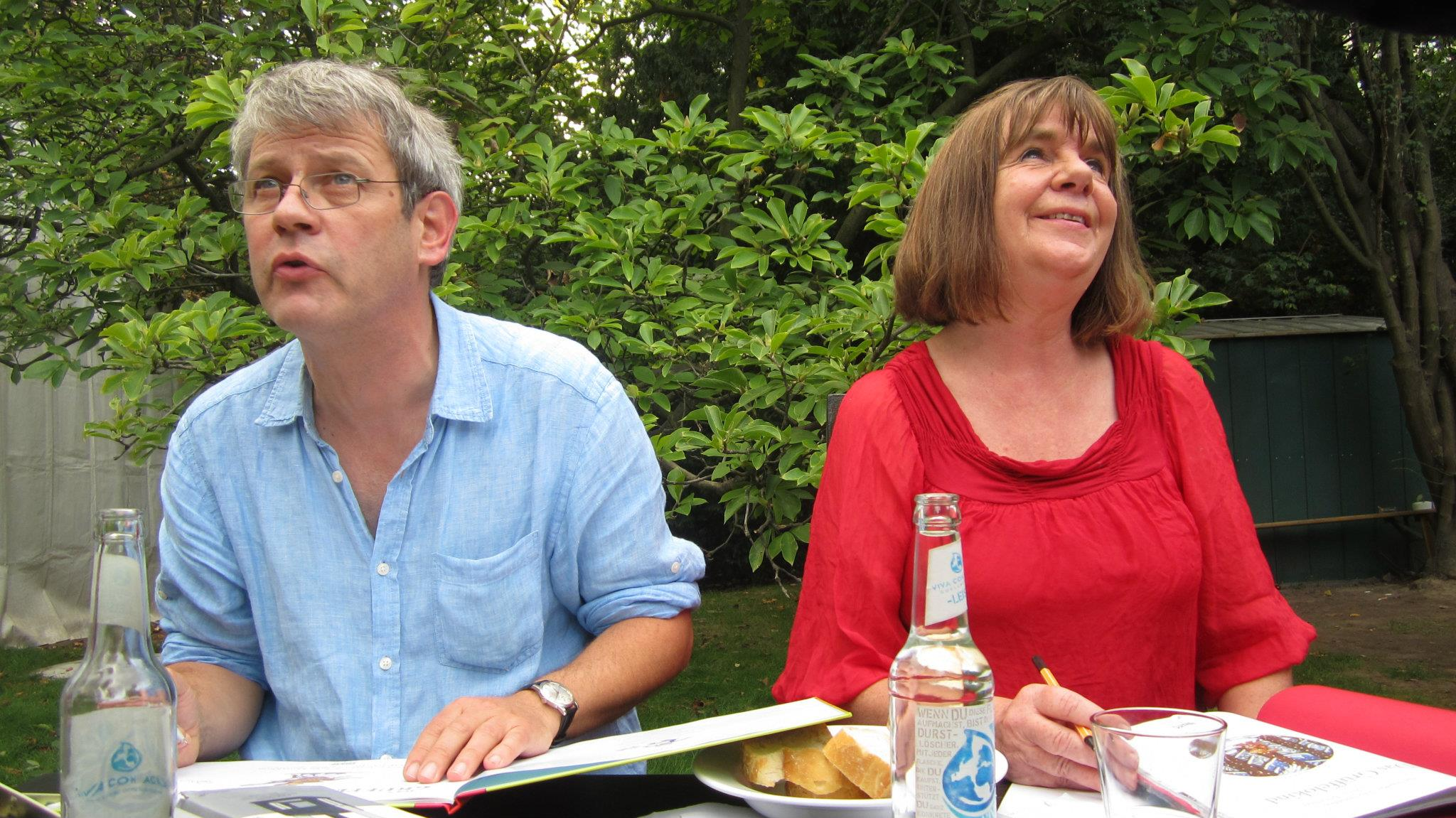
Axel Scheffler (Illustrator) und Julia Donaldson (Autorin)

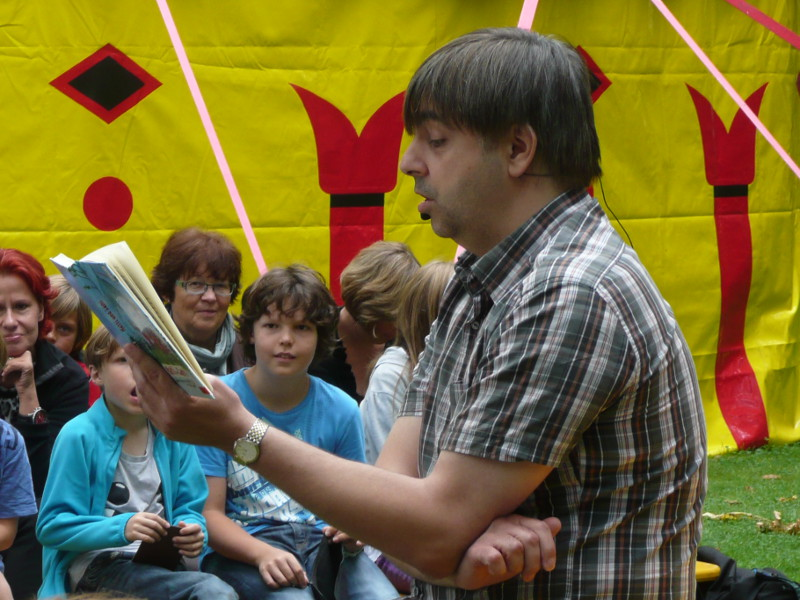
Salah Naoura (Übersetzer)

Superwurm ist ein illustriertes Buch für Kinder ab vier Jahren der englischen Autorin Julia Donaldson und des deutschen Illustrators Axel Scheffler, die durch Der Grüffelo (1999) bekannt wurden. 
 Superwurm  erschien 2012 in deutscher Übersetzung von Salah Naoura bei Beltz & Gelberg. Die englischsprachige Originalausgabe wurde unter dem Titel  Superworm 2012 bei Alison Green Books veröffentlicht, einem Imprint von Scholastic Children’s Books in London. Die deutschsprachige Ausgabe stand 2012 auf Platz 3 der Kinderbuch-Bestsellerliste des Buchjournals des Börsenvereins des Deutschen Buchhandels.

## Inhalt
Superwurm, der tollste Wurm der Welt, hat Superkräfte und ist ein Superheld. Er rettet das Krötenkind, das die Straße überquert, vor dem Überfahrenwerden.  Die gelangweilten Bienen unterhält er mit neuen Spielen. Als ein Käfer in den Brunnen fällt, stellt er sich als Angelschnur zur Verfügung. Käfer, Bienen und Schnecken preisen ihn als Helden, der alles schafft.
Die böse Echse möchte sich Superwurms Gaben zunutze machen. Sie beauftragt den Raben, den Superwurm zu fangen. Der schnappt ihn und fliegt mit ihm zur Echse, die ihn mit einer Zauberblume an der Flucht hindert. Sie zwingt ihn, nach Schätzen zu graben, um ihren Reichtum zu mehren.
Superwurms Freunde wollen ihn retten. Die Schnecken fressen die Zauberblume und die Spinnen weben ein Netz, in dem sich die böse Echse verfängt. Die Bienen fliegen mit der gefangenen Echse zum Müllplatz und  lassen sie dort fallen. Die Erde bebt  – und Superwurm ist wieder da. Kröten, Käfer, Bienen und Schnecken jubilieren: „Superwurm, der Superheld, ist der tollste Wurm der Welt!“

## Rezeption
Tilman Spreckelsen urteilte in faz.net:  „Seit einigen Tagen liegt nun ,Superwurm‘ in den Buchhandlungen, und wer den Grüffelo darin sucht, wird ihn auf dem Schrottplatz finden […].  Das Ensemble von Dosen, Flaschen und Kartons, aufs feinste ausgemalt, gewinnt eine eigene Würde, […] und weil Scheffler gar nichts zu unbedeutend ist, um es sich aufs glücklichste anzuverwandeln, sind seine Bilder auch bei längerer Betrachtung mit kritischen Kindern ganz frei von Enttäuschungen.“
Für die Süddeutsche Zeitung schrieb Andrian Kreye, das Buch lohne sich wegen der swingenden Reime und der liebevollen Bilder, doch  kritisiert er, dass Superwurms Freunde zu tumber Gewalt griffen, um ihn zu befreien.
In der Wiener Zeitung lobte Monika Jonasch: „Die Moral ist einfach, die Zeichnungen wunderbar und die gereimten Texte knackig, witzig und leicht verständlich. So müssen Bücher für kleine Leser und Zuhörer sein!“